# لینیش
شهر لینیش (به آلمانی: Linnich) در ایالت نوردراین-وستفالن در کشور آلمان واقع شده‌است.